# Partido da Boa Vontade
Partido da Boa Vontade (PBV) foi um partido político brasileiro fundado pelo radialista Alziro Zarur, em 24 de junho de 1964.
Anos antes, em 1950, ele ja havia fundado a organização Legião da Boa Vontade (LBV). O partido nasceu para "atender a uma exigência espiritual do povo brasileiro" segundo Zarur, que pretendia se lançar à presidência em 1965. O PBV foi cassado, em 1965, por força do art. 18 do Ato Institucional nº 2, de 27 de outubro de 1965, juntamente com vários outros partidos.
Zarur assim se expressou a respeito do PBV em 1969: "O PBV nunca foi cassado porque nunca funcionou como partido. Ou, como observou um sarcasta, 'não disse a que veio'. Sabemos que não é nada disso. O PBV encontra-se apenas germinando na alma popular".